# Phantom (rivière)
Pour les articles homonymes, voir Phantom.
La rivière Phantom  (en anglais : Phantom River) est un cours d’eau de la région de  Canterbury  de l’Île du Sud de la Nouvelle-Zélande.

## Géographie
Elle s’écoule de façon prédominante vers l'Est à partir de la chaîne de Ben McLeod, au nord de la ville de Fairlie, pour atteindre le fleuve Orari à 20 km au nord-ouest de Peel Forest.